# ОШ Миђени Церевајка
ОШ „Миђени” у Церевајки, једна је од установа основног образовања на територији општине Прешево.